# Szczodre
Szczodre [ˈʃʧɔdrɛ] (en allemand : Sibyllenort ;  entre 1945 et 1948 appelé Sybilin en polonais) est un village polonais de la commune de Długołęka, dans le powiat de Wrocław en voïvodie de Basse-Silésie. Il était réputé pour son grand château rural, le « Windsor silésien » - démoli de nos jours - résidence des ducs d'Œls et des rois de Saxe.

## Géographie
Le village se situe dans la région historique de Basse-Silésie, à 12 km au nord-est de Wrocław.

## Histoire
Cette terre est mentionnée dans les actes à partir de 1245 comme Palici puis en 1305 sous le toponyme de Paulowitzi. En 1315, le village prit le nom de son nouveau seigneur, le baron de Rastelwitz. En 1516 fut aménagé la colonie de Neudorf. Depuis le Moyen-Âge tardif, le domaine appartenait au duché d’Oleśnica (Œls), l'une des nombreuses principautés silésiennes gouvernées par la maison Piast. En 1649, ce duché reviendra à une branche cadette la maison de Wurtemberg.
En 1643, au cours de la guerre de Trente Ans, les deux villages de Rastelwitz et Neudorf furent détruits. Seul Neudorf sera reconstruit, en 1653. Le duc Christian-Ulrich Ier de Wurtemberg-Œls (1652-1704) racheta en 1685 la terre de Neudorf à Balthasar-Guillaume von Prittwitz, y fit édifier entre 1685 et 1692 un château de style baroque, et lui donna le prénom de sa seconde épouse, Sibylle-Marie (1667-1693), fille du duc Christian Ier de Saxe-Mersebourg. À la fin du XVIIIe siècle et au début du XIXe siècle, ce château fut reconstruit et même agrandi. 

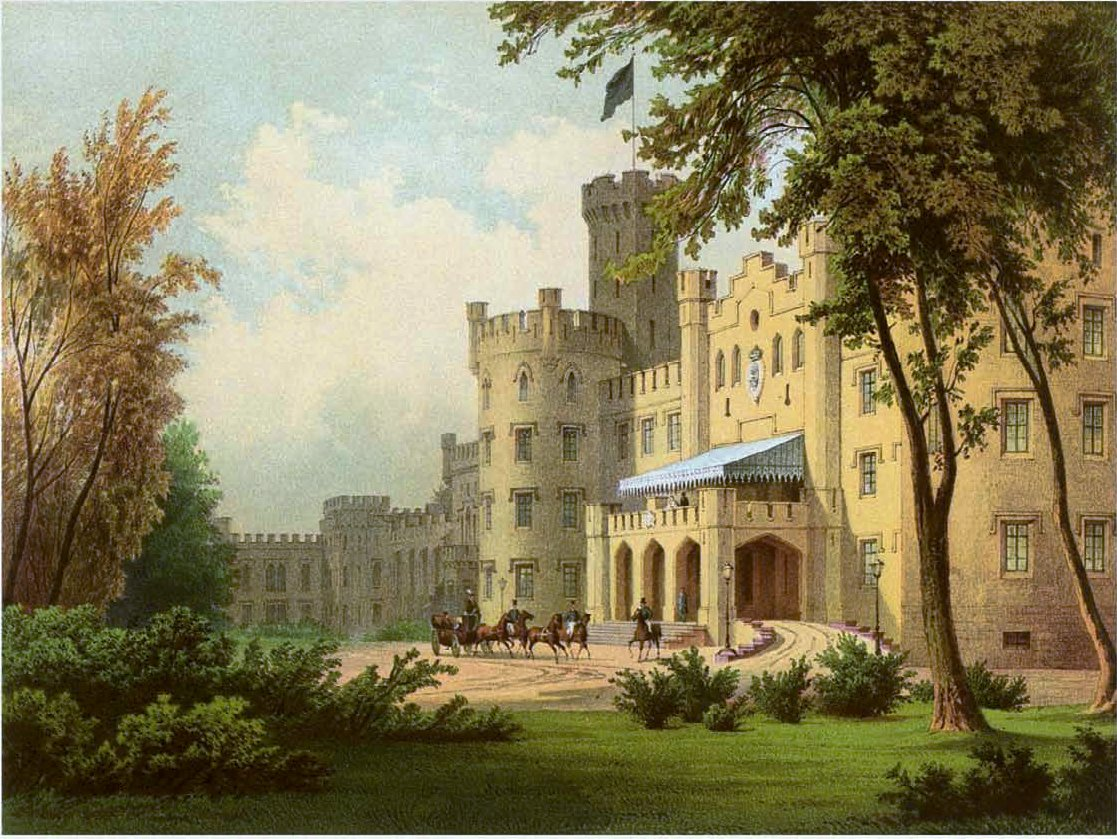
Vue du château de Sybillenort, vers 1860 (fonds Alexander Duncker).

En 1852, sous le règne du dernier duc d'Œls, Guillaume de Brunswick, le château fut de nouveau agrandi et transformé dans le style néogothique (imitation du style Tudor), comptant à la fin 400 pièces. Le dernier duc d’Œls décéda le 18 octobre 1884 à Sibyllenort, où il avait vécu longtemps. Il n'était pas marié et n'avait pas d'héritier légitime. Dans son testament, il légua une partie importante de ses possessions silésiennes, y compris le château de Sibyllenort, à son neveu, le roi Albert Ier de Saxe.
En 1918, Sibyllenort devint la résidence permanente du dernier souverain de Saxe, Frédéric-Auguste III, qui mourut au château en 1932. Jusqu'à la fin de la Seconde Guerre mondiale, Sibyllenort dépendait de l'arrondissement d'Œls. En 1933, Sibyllenort comptait 571 habitants ; en 1939, 554 habitants.
En 1939, le château servit de dépôt de munitions de la Luftwaffe. Le 26 janvier 1945, la Wehrmacht fit exploser une partie du château, qui demeura en ruines jusqu'à ce qu'en 1978 le terrain soit entièrement déblayé. Il ne subsiste aujourd'hui que quelques vestiges d'une aile du château, de la maison du gardien et le gigantesque jardin revenu à l'état sauvage du dernier maître des lieux.
La reine Caroline avait fait restaurer l'église et y avait fait poser un autel en marbre d'Italie. On peut encore y voir une épitaphe dédiée au roi Albert Ier de Saxe, avec gravé "Auf Wiedersehen - Carola". De ce village, la princesse de Saxe Louise de Toscane écrivit dans ses Mémoires :
« Nous avons passé l’été 1902 à la campagne, mais nos vacances, d'habitude agréables, furent assombries par la mauvaise santé du roi Albert, à l'article de la mort. Le roi et la reine résidaient au château de Sibyllenort près de Breslau en Silésie, magnifique résidence offerte par le dernier duc de Brunswick au roi de Saxe de l'époque. Ce château possède quatre cents pièces, et avait été le théâtre d’orgies scandaleuses à la fin des années 1840. Le duc, en admirateur du beau sexe, y avait organisé un théâtre privé où se produisait un ballet de jeunes filles, qu'il séquestrait comme une sorte de harem. Je me souviens avoir vu de surprenantes photos quand, âgée de seize ans, j'ai visité le château, mais la reine Caroline les fit cacher fort à propos, et Sibyllenort est devenue une véritable résidence royale. »

## Personnalités
- Guillaume, duc de Brunswick-Lunebourg, décédé le 18 octobre 1884 à Sibyllenort
- Albert Ier, roi de Saxe, décédé le 19 juin 1902 à Sibyllenort
- Frédéric-Auguste III, roi de Saxe, décédé le 18 février 1932 à Sibyllenort
- Frédéric-Auguste von Œls, prince de Brunswick-Wolfenbüttel, qui vécut à Sibyllenort